# Гейне, Карл Эрдманн
Эрнст Карл Эрдманн Гейне, также Карл Хайне (нем. Ernst Carl Erdmann Heine, 1819—1888) — немецкий землевладелец, юрист, фабрикант и политик Германской прогрессистской партии из Лейпцига.

## Биография
Карл Гейне был сыном рождённого в Брауншвейге купца Иоганна Карла Фридриха Гейне, и по материнской линии приходился внуком Эрдманну Трауготту Рейхелю (нем. Erdmann Traugott Reichel, 1748—1832), известному так называемым Садом Рейхеля (нем. Reichels Garten) в Лейпциге.
Получивший начальное образование в школе св. Фомы, с 1838 года он изучал право в университете Лейпцига и вступил в члены студенческого объединения Corps Saxonia Leipzig, в 1842 году приобретя степень бакалавра. В том же году он стал членом лейпцигской коммунальной гвардии, и год спустя защитил докторскую диссертацию, посвящённую экономическому использованию водных путей.
Получив от своей матери генеральную доверенность на Сад Рейхеля и выкупив доли других наследников своего деда, Карл Гейне разделил бывший загородный увеселительный парк на участки и начал их застраивать, положив начало лейпцигскому Западному предместью (нем. Westvorstadt).
В 1854 году ему удалось также приобрести обширные участки в расположенной несколько западнее деревне Плагвиц (нем. Plagwitz), где он в 1856 году начал строительство судоходного канала между реками Вайсе-Эльстер и Заале, который позволил осушить значительные площади расположенного в речной пойме Лейпцига и, кроме того, продолжить активное освоение будущего Западного предместья.
Для финансирования своего проекта по подготовке участков под строительство и по привлечению промышленных предприятий в Плагвиц Карл Гейне основал в 1858 году акционерное общество (Öconomie), в основной капитал которого вошли его земельные владения. Желая подать личный пример, уже в следующем году совместно с Отто Штехе (нем. Otto Steche) он основал фирму Heine & Co., специализирующуюся на дистилляции эфирных масел и на производстве эссенций для алкогольной и кондитерской промышленности; в первую очередь фабрика была известна своими горчичными маслами.
Стремясь создать транспортный коридор в сторону Лейпцига и соединить Западное предместье с Плагвицем, Гейне форсировал прокладку дорог и — против воли городского совета Лейпцига — устройство моста через реку Вайсе-Эльстер (в настоящее время — Плагвицкий мост).
Заручившись договором с прусскими железными дорогами, с 1873 года по желанию Гейне в Плагвице началась прокладка железнодорожных путей к уже существующим фабрикам и обустройство трёх больших погрузочно-разгрузочных терминалов, что положило основание для привлечения ещё большего числа предприятий, которые тем самым смогли относительно дешёво доставлять сырьё и отгружать готовую продукцию, что, в конечном итоге, сделало Лейпциг одним из крупнейших промышленных центров Германии.
В 1876 году Карл Гейне вместе с Бернхардом Хюффером получил разрешение на начало городской застройки в Шлойзиге (нем. Schleußig).
Незадолго до своей смерти Гейне основал Leipziger Westend-Baugesellschaft AG — строительный концерн, координировавший инфраструктурное и строительное освоение западных районов Лейпцига (Линденау и Лойч) и после смерти Карла Гейне, вплоть до 1945 года.
Скончавшийся 25 августа 1888 года в возрасте 69 лет, Карл Гейне был похоронен на лейпцигском Новом кладбище св. Иоанна (нем. Neuer Johannisfriedhof, с 1983 года — Парк Мира (нем. Friedenspark).

## Политическая карьера
С 1870 года и вплоть до своей смерти в 1888 году Карл Гейне был членом нижней палаты саксонского парламента, выступая кандидатом прогрессистской партии от 23 сельского избирательного округа. В этом качестве он однозначно отвергал принятый в 1878 году исключительный закон против социалистов и был сторонником налога на богатство и роскошь. В 1881 году Гейне потерпел поражение от социал-демократического кандидата Августа Бебеля, и баллотировался позднее от консервативной партии в 3 городском избирательном округе Лейпцига.
На выборах 1887 года его непосредственным соперником был Вильгельм Либкнехт, ценивший Гейне за его интерес к вопросам социальной справедливости и положению рабочего класса.
В 1874—1877 годах Карл Гейне был, кроме того, членом Рейхстага второго созыва от прогрессистской партии (13 саксонский избирательный округ). Хотя победу на выборах в округе одержал социал-демократ Иоганн Якоби, он отказался принять мандат, и после пересчёта голосов — при поддержке консервативной и национал-либеральной партий — Гейне удалось пройти в Рейхстаг, опередив социал-демократа Вильгельма Браке. В Рейхстаге Карл Гейне голосовал против закона об вакцинации и из экономических соображений выступал против принятого в 1875 году закона об учреждении Имперского банка. Попытки пройти в состав Рейхстага третьего (1878) и четвёртого созыва (1884) оказались для него безуспешными.
Длительное время Карл Гейне был также членом городского совета Лейпцига.

## Семья
С 10 сентября 1843 года Карл Гейне был женат на Дорис Триниус (1824—1858) — дочери лейпцигского предпринимателя Бернхарда Триниуса. Плодом этого брака был сын и двое дочерей, одна из которых, Дорис Евгения (1847—1931), была женой Генриха Георга Шомбургка (нем. Heinrich Georg Schomburgk, 1843—1928), с 1902 года возглавлявшего Leipziger Westend-Baugesellschaft.
Спустя 10 лет после смерти первой жены Карл Гейне женился повторно, на Фредерике Бамберг (1839—1919).

## Память

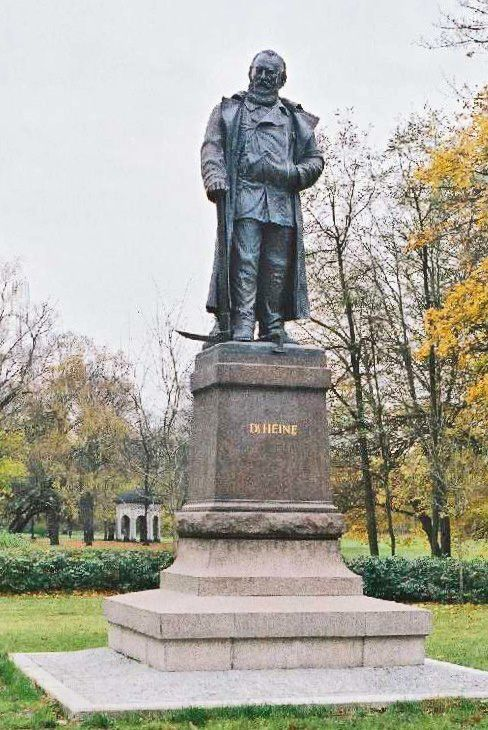
Памятник Карлу Гейне в парке им. Клары Цеткин

В 1897 году в Лейпциге, при въезде в западные районы города был открыт памятник Карлу Гейне, отправленный на переплавку во время Второй мировой войны и заново восстановленный в 2001 году.
Также в Лейпциге есть улица (нем. Karl-Heine-Straße, с 1891 года) и площадь Карла Гейне (нем. Karl-Heine-Platz, с 1901 года).
С 2003 года его имя носит техникум (нем. Karl-Heine-Schule), расположенный на Мерзебургской улице в лейпцигском районе Линденау.